# 한스 호터

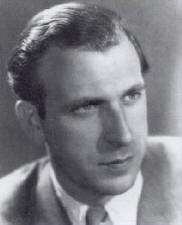
한스 호터

한스 호터(독일어: Hans Hotter, 1909년 1월 19일 ~ 2003년 12월 6일)는 독일의 베이스-바리톤 가수이다. 헤센(Hessen)의 오펜바흐 암 마인(Offenbach am Main)에서 1909년 1월 19일에 태어나서 2003년 12월 6일 뮌혠에서 사망하였다.
한스 호터는 20세기에 가장 중요한 오페라 가수들 중에 한 사람이다. 독일 음악 교육의 전통과 환경 속에서 그는 젊은 나이에 발성에 있어서나 연기에 있어서나 매우 비중있는 역할을 맡을 수 있었다. 그의 활동 경력은 이차대전으로 인해 지연되긴 했지만 그는 이미 이런 역들에 있어서 중요한 경험들을 갖추고 있었기에 일단 그의 활동이 확대되자 그는 세계의 모든 무대에서 성공할 수 있었다. 호터가 가장 애호하는 레퍼토리는 바그너의 오페라와 독일 리트였지만 사실상 그의 레퍼토리는 훨씬 더 광범위했다. 그는 30년대 독일 음악가들로 하여금 베르디 오페라에 주목하게 한 베르디 르네상스에서도 한 몫을 하였다. 오페라와 리트 외에 교회음악도 많이 연주하였다.

## 생애
그는 뮌혠에서 마태우스 뢰머에게 배웠고, 오르가니스트와 합창지휘자로 일하였다. 1930년 오파바(Opava)에서 오페라에 데뷔하였다.
나치 정권시(1933-1945)에 뮌혠 쉬타츠 오퍼를 포함하여 독일과 오스트리아에서 활동하였다. 브루노 발터의 지휘로 암스테르담 콘서트에서 연주하는 등 외국 공연에도 출연하였다. 그는 리햐르트 쉬트라우스가 가장 좋아하는 바리톤이었으며 그의 오페라에서 여러 역들의 초연을 맡았다. 이차대전 종전까지 그의 활동 무대는 국제적으로 확장되지 않았으며, 1947년 코벤트 가든에 데뷔한 다음에야 그는 비로소 국제적인 경력을 쌓을 수가 있었다. 코벤트 가든 데뷔 후에 유럽 주요 오페라 극장에서 노래하였으며, 1950년에 <떠도는 네덜란드인>(유령선)의 주역으로 메트로폴리탄 오페라에 데뷔하였다. 메트에서 네 시즌동안 13개의 역으로 35회의 공연을 하였고 그 대부분 바그너를 불렀다.
1952년부터 1966년까지 빌란트 바그너가 이끄는 바이로이트 페스티발에 참가하였다. 그는 한스 작스나 구르네만츠 또는 보탄으로서 당시 바그너 오페라 무대에서와 음반으로 지속적으로 활동하였다. 무대에서 그는 강하고도 깊이 있는 그의 목소리 외에도 매우 큰 키로 깊은 인상을 심어 주었다. 어두운 음색인 그의 목소리는 대규모 작품들의 영웅 배역과 잘 맞았고, 특히 바그너 오페라의 주요 인물들에 있어서 그를 능가할 만한 사람이 거의 없었고 지금까지도 그러하다.
1961년부터 1964까지 코벤트 가든에서도 반지 사부작을 공연하였다.
리트 가수로서 그는 엄청난 성량의 목소리를 통제하여 가벼운 소리로 만들고 완벽한 레가토로 노래할 수 있는 능력으로써 찬사를 받았다. 그는 슈베르트의 겨울 나그네를 127차례나 공연하였고 네 차례나 녹음하여 음반으로 내었다.
한스 호터는 1972년에 은퇴하였다. 그러나 쇤베르트의 <구레의 노래>에서 낭독자나 베르크의 룰루에서 쉬골히 등으로 수 차례 무대에 섰다. 빈과 파리에서 성악을 가르쳤다. 2003년 12월 6일에 뮌혠에서 숨을 거두었다.

## 디스코그라피
```
Bach : Cantate BWV 82 Ich habe genug.
Schubert : Winterreise과 Schwanengesang. Gerald Moore, piano.
Wagner : 떠도는 네덜란드인 (유령선) Clemens Krauss (Bayreuth, 1944).
Wagner : Parsifal. 특히 1962년 Hans Knappertsbusch 지휘 바이로이트 페스티벌 오케스트라. 또는 1964년 판 등.
Wagner : 반지 사부작. 바이로이트에서 녹음한 것이 여럿 있다.
Brahms : Ein deutsches Requiem 독일어 렠비엠. 빈 필하모닉 오케스트라 & 비인 오페라 합창단.
Schumann : Dichterliebe.
```